# Torneo de Stuttgart 2012
El MercedesCup 2012 es un torneo de tenis. Pertenece al ATP Tour 2012 en la categoría ATP World Tour 250. El torneo tendrá lugar en la ciudad de Stuttgart, Alemania, desde el 9 de julio hasta el 15 de julio de 2012 sobre tierra batida.

## Cabezas de serie

### Masculino
| Preclasificado | Tenista           | Ranking |
| 1              | Janko Tipsarević  | 8       |
| 2              | Juan Mónaco       | 14      |
| 3              | Bernard Tomic     | 28      |
| 4              | Pablo Andújar     | 36      |
| 5              | Robin Haase       | 41      |
| 6              | Nikolai Davydenko | 47      |
| 7              | Lukasz Kubot      | 49      |
| 8/WC           | Tommy Haas        | 50      |

- Los cabezas de serie, están basados en el ranking ATP del 25 de junio de 2012.

## Campeones

### Individual Masculino
Janko Tipsarević vence a  Juan Mónaco por 6-4, 5-7, 6-3.
- Es el 3.er título de su carrera y el 1.º de la presente temporada.

### Dobles Masculino
Jeremy Chardy /  Lukasz Kubot vencen a  Michal Mertinak /  André Sá por 6–1, 6–3.